# Carl E. Grunsky
Carl Ewald Grunsky (* 4. April 1855 in Stockton (Kalifornien); † 9. Juni 1934 in Berkeley (Kalifornien)) war ein US-amerikanischer Bauingenieur und Geologe.
Grunsky ging zum Studium nach Deutschland und studierte, nach dem er zunächst ein Medizinstudium begann, am Polytechnikum in Stuttgart Bauingenieurwesen. Während des Studiums wurde er Mitglied der Akademischen Verbindung Gaudeamus (seit 1933 Burschenschaft Gaudeamus Stuttgart). 1900 bis 1904 war er Chefingenieur der Stadt San Francisco, wo er schon in den 1890er Jahren die Pläne für das Abwassersystem von San Francisco ausarbeitete (realisiert nach dem Erdbeben von 1906). 1904/05 war er in der Kommission für den Panama-Kanal und 1905 bis 1907 beratender Ingenieur für den US Reclamation Service.
Ab 1932 leitete er das Museum der California Academy of Sciences und das Steinhart Aquarium.
Er war Berater des Innenministers unter dem Präsidenten Theodore Roosevelt und in der Arbeitslosigkeits-Kommission unter dem Präsidenten Hoover.
1910 erhielt er die Norman Medal. 1911 wurde er Sekretär und 1912 der Präsident der California Academy of Sciences. 1924 wurde er Präsident der Pazifik-Sektion der American Academy of Arts and Sciences und Präsident der American Society of Civil Engineers. 1930/31 war er Präsident des American Engineering Council.
Er arbeitete als beratender Ingenieur für Wasserbau- und Wasserversorgungsprobleme in Kalifornien, teilweise mit seinem Sohn Eugene L. Grunsky. Auch ein weiterer Sohn war Ingenieur.
Er war einer derjenigen, die den 1928 erfolgten Bruch der St.-Francis-Talsperre untersuchten, der rund 600 Tote forderte. Nach ihrer Untersuchung führte Sickerwasser zu einer Wassersättigung einer brüchigen Glimmerschieferschicht auf der Ostseite der Dammgründung, die deshalb anschwoll und zu Rissen im Damm führte. Die Gründung erfolgte dort außerdem auf den Ausläufern eines alten Erdrutsches. Die Berichte von Grunsky und seinem Sohn  (und die des Geologen der Stanford University Bailey Willis) wurden 1928 in den Western Construction News veröffentlicht. Grunsky selbst hatte  vor der Katastrophe den Baugrund für unbedenklich gefunden, ebenso wie der Geologe der Stanford University John C. Branner und  William Mulholland, der Ingenieur des Damms und Verantwortlicher für die Wasserversorgung von Los Angeles, dessen Karriere durch den Bruch des Damms beendet wurde. Obwohl in der Untersuchung von strafrechtlicher Schuld freigesprochen übernahm Mulholland die Verantwortung und trat zurück.
Neben Problemen der Wasserversorgung in Kalifornien war er auch bei Fragen der Regulierung des Colorado River beratend aktiv. Er veröffentlichte auch über Paläoklimatologie und Finanzwesen.
Er liegt in Colma, San Mateo County, begraben.